# Shire of Yalgoo
Shire of Yalgoo is een Local Government Area (LGA) in de regio Mid West in West-Australië. Shire of Yalgoo telde 340 inwoners in 2021. De hoofdplaats is Yalgoo.

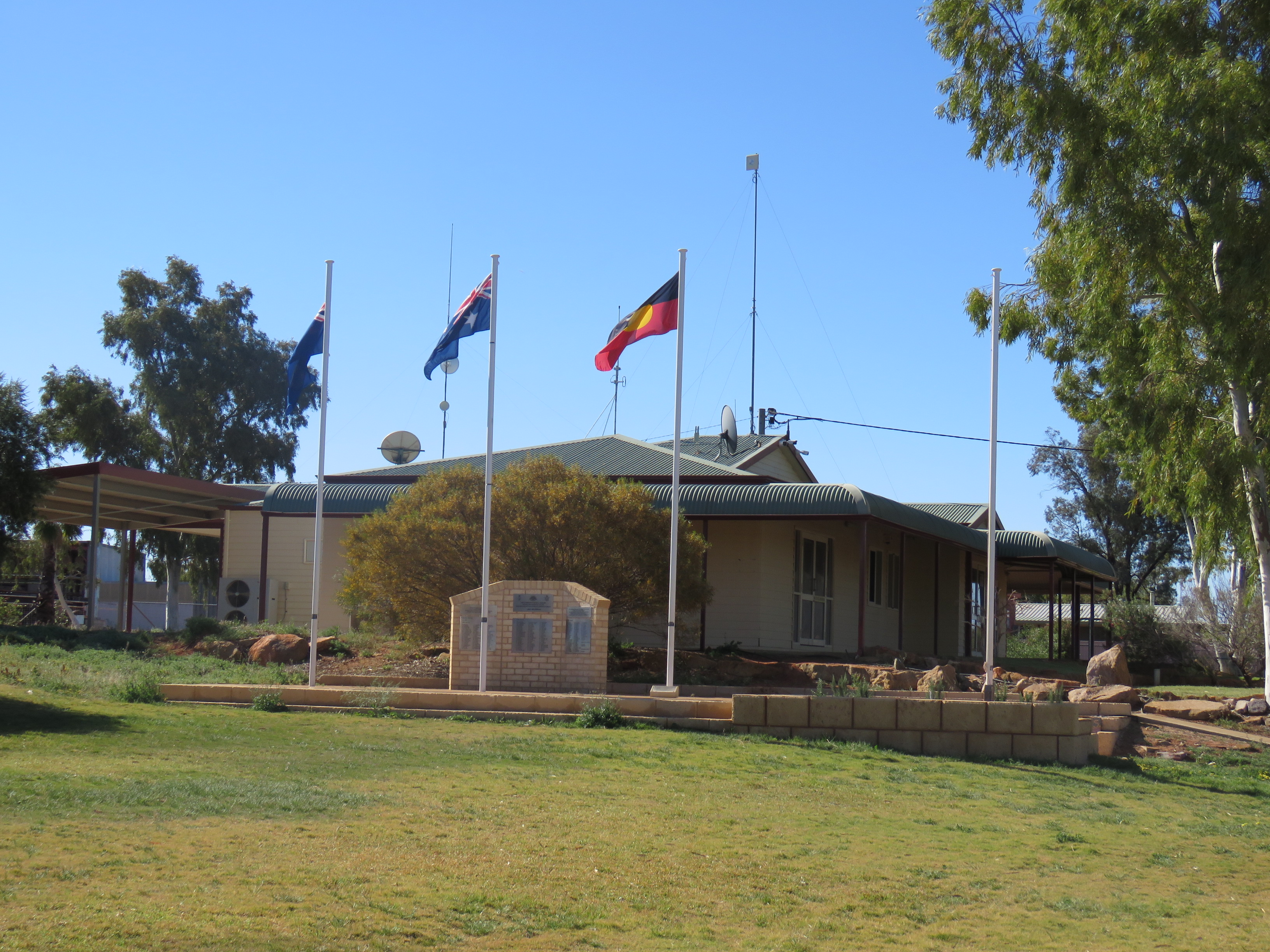
Districtskantoor (2021)

## Geschiedenis
Op 3 juli 1896 werd het oorspronkelijke 'Yalgoo Road District' opgericht. Op 11 augustus 1911 werd het ontbonden. Het gebied ging op in het Mullewa Road District.
Op 19 april 1912 veranderde het in 1907 opgerichte 'Upper Murchison Road District' van naam en werd het 'Yalgoo Road District'.
Ten gevolge de 'Local Government Act' van 1960 veranderde het district weer van naam en werd op 23 juni 1961 de 'Shire of Yalgoo'.

## Beschrijving
'Shire of Yalgoo' is een district in de regio Mid West. De hoofdplaats is Yalgoo. Het district is ongeveer 33.000 km² groot en 500 kilometer ten noorden van de West-Australische hoofdstad Perth gelegen. De belangrijkste economische sectoren zijn de mijnindustrie en de extensieve veeteelt.
Het district telde 340 inwoners in 2021, tegenover 429 in 2001. Ongeveer 20 % van de bevolking is van inheemse afkomst.

## Plaatsen, dorpen en lokaliteiten
- Yalgoo
- Golden Grove
- Gullewa
- Noongal
- Paynes Find